# Soi Cowboy (film)
Pour plus de détails, voir Fiche technique et Distribution.
Soi Cowboy (thaï : ซอยคาวบอย) est un film du réalisateur britannique Thomas Clay.
Le film met en scène Nicolas Bro jouant le rôle de Tobias Christiansen, un expatrié danois vivant à Bangkok et Pimwalee Thampanyasan jouant le rôle de Koi, sa petite amie. Soi Cowboy a été présenté au Festival de Cannes 2008 dans la catégorie Un certain regard.  
Apparaissant comme lui-même, Art Supawatt Purdy, un acteur-chanteur thaïlandais, a joué le rôle d'objet d'affection de Koi.  Il est également crédité pour fournir la musique de la bande son de 'Soi Cowboy'.  En plus de réenregistrer le classique du gospel 'Where We Never Grow Old' pour la chanson-thème, Art a également réenregistré deux chansons de son CD Warner Music de 2003 'Art of Love' pour la bande-son de "Soi cowboy".

## Distribution[2]
- Nicolas Bro : Tobias Christiansen
- Pimwalee Thampanyasan : Koi[3]
- Petch Mekoh : Cha
- Natee Srimanta : L'amie de Koi
- Somrak Khamsing : Oncle
- Art Supawatt Purdy : lui-même
- Porntip Papanai